# Handball Sassari 2021-2022

## Mercato

### Sessione estiva
| Acquisti | Acquisti                | Acquisti       | Acquisti   | Acquisti |
| R.a      | Nome                    | da             | Modalità   |          |
| -------- | ----------------------- | -------------- | ---------- | -------- |
| TD       | Leonardo Facundo Querín | Puerto Sagundo | definitivo |          |
| TS       | Jakov Vrdoljak          | Linz AG        | definitivo |          |
| PT       | Alessandro Leban        | Siena          | definitivo |          |
| AD       | Umberto Bronzo          | Siena          | definitivo |          |
| PV       | Raul Bargelli           | Siena          | definitivo |          |
| PV       | Damir Halilković        | Sloboda Tuzla  | definitivo |          |
| C        | Paolo Bardi             | Cavigal Nizza  | definitivo |          |

| Cessioni | Cessioni            | Cessioni        | Cessioni       | Cessioni |
| R.       | Nome                | a               | Modalità       |          |
| -------- | ------------------- | --------------- | -------------- | -------- |
| PV       | Davide Campestrini  | Molteno         | definitivo     |          |
| TS       | Riccardo Stabellini | Villa de Aranda | definitivo     |          |
| PT       | Paweł Kiepulski     | svincolato      | fine contratto |          |
| AS       | Alexis Marzocchini  | Molteno         | definitivo     |          |
| AD       | Esteban Taurian     | svincolato      | fine contratto |          |
| PV       | Felipe Braz         | svincolato      | fine contratto |          |

### Sessione invernale
| Acquisti | Acquisti           | Acquisti  | Acquisti   | Acquisti |
| R.a      | Nome               | da        | Modalità   |          |
| -------- | ------------------ | --------- | ---------- | -------- |
| TS       | Cherubin Tabanguet | Cherbourg | definitivo |          |
| PT       | Valerio Sampaolo   | Brixen    | definitivo |          |

| Cessioni | Cessioni       | Cessioni     | Cessioni   | Cessioni |
| R.       | Nome           | a            | Modalità   |          |
| -------- | -------------- | ------------ | ---------- | -------- |
| TS       | Jakov Vrdoljak | Black Devils | definitivo |          |

## Rosa 2021-2022

### Giocatori
| N° | Naz.                            | Ruolo | Sportivo                | Anno |  |  |
| -- | ------------------------------- | ----- | ----------------------- | ---- |  |  |
| 1  | Italia (bandiera)               | P     | Marco Spanu             | 1998 |  |  |
| 16 | Italia (bandiera)               | P     | Alessandro Leban        | 1998 |  |  |
| 22 | Italia (bandiera)               | P     | Valerio Sampaolo        | 1987 |  |  |
| 2  | Italia (bandiera)               | T     | Allan Luis Pereira      | 1989 |  |  |
| 5  | Italia (bandiera)               | A     | Giovanni Nardin         | 2000 |  |  |
| 7  | Italia (bandiera)               | PV    | Raul Bargelli           | 1999 |  |  |
| 8  | Argentina (bandiera)            | T     | Leonardo Facundo Querín | 1982 |  |  |
| 9  | Italia (bandiera)               | C     | Fabio Del Prete         | 1986 |  |  |
| 11 | Argentina (bandiera)            | T     | Federico Matías Vieyra  | 1988 |  |  |
| 12 | Italia (bandiera)               | A     | Riccardo Carta          | 2003 |  |  |
| 13 | Italia (bandiera)               | A     | Andrea Delogu           | 2003 |  |  |
| 15 | Bosnia ed Erzegovina (bandiera) | PV    | Damir Halilković        | 1992 |  |  |
| 17 | Italia (bandiera)               | A     | Matteo Bomboi           | 1992 |  |  |
| 18 | Francia (bandiera)              | C     | Paolo Bardi             | 1999 |  |  |
| 20 | Italia (bandiera)               | PV    | Alessandro Pintori      | 2003 |  |  |
| 23 | Italia (bandiera)               | A     | Umberto Bronzo          | 2000 |  |  |
| 30 | Italia (bandiera)               | T     | Francesco Mbaye Ogo     | 1989 |  |  |
| 33 | Italia (bandiera)               | C     | Bruno Brzić             | 1987 |  |  |
| 45 | Croazia (bandiera)              | T     | Jakov Vrdoljak          | 1996 |  |  |
| 52 | Gabon (bandiera)                | T     | Cherubin Tabanguet      | 1994 |  |  |

### Staff
- Allenatore:  Luigi Passino
- Vice allenatore:  Lorenzo Vosca